# Синичинский сельский округ
Синичинский сельский округ — упразднённая административно-территориальная единица, существовавшая на территории Можайского района Московской области в 1994—2006 годах.
Синичинский сельсовет был образован в первые годы советской власти. По данным 1919 года он входил в состав Глазовской волости Можайского уезда Московской губернии.
В 1923 году Синичинский с/с был упразднён, а его территория передана в Воронцовский с/с, но уже в 1927 году Синичинский с/с был восстановлен.
В 1929 году Синичинский с/с вошёл в состав Уваровского района Вяземского округа Западной области.
5 августа 1929 года Уваровский район был передан в Московский округ Московской области.
17 июля 1939 года к Синичинскому с/с были присоединены селения Божилино, Вельяшево, Ельня, Каменка, Одинцово, Палицо, Рогозинки и Тиунцево упразднённого Каменского с/с.
4 апреля 1952 года к Синичинскому с/с были присоединены селения Сенино Наврищинского с/с, Голышкино Никольского с/с, а также Лыкшево и Рогачёво Вешковского с/с.
3 июня 1959 года Уваровский район был упразднён и Синичинский с/с вошёл в Можайский район.
20 августа 1960 года к Синичинскому с/с был присоединён Поздняковский с/с.
1 февраля 1963 года Можайский район был упразднён и Синичинский с/с вошёл в Можайский сельский район.
14 января 1964 года из упразднённого Вёшковского с/с в Синичинский были переданы селения Гранки, Дальнее, Кузяево, Озёрное и Ульяново.
11 января 1965 года Синичинский с/с был возвращён в восстановленный Можайский район.
6 марта 1975 года в Синичинском с/с были упразднены селения Озёрное, Рогозники и Симаково.
3 февраля 1994 года Синичинский с/с был преобразован в Синичинский сельский округ.
В ходе муниципальной реформы 2004—2005 годов Синичинский сельский округ прекратил своё существование как муниципальная единица. При этом его населённые пункты были переданы частью в сельское поселение Порецкое, а частью в сельское поселение Бородинское.
29 ноября 2006 года Синичинский сельский округ исключён из учётных данных административно-территориальных и территориальных единиц Московской области.